# Ação trabalhista
Ação trabalhista é a denominação que se dá ao direito de provocar o exercício da tutela jurisdicional pelo Estado, para solucionar uma controvérsia existente entre os sujeitos da relação de trabalho, geralmente o trabalhador e empregador ou tomador de serviço.
A Consolidação das Leis do Trabalho (CLT) se refere à ação trabalhista ora como "dissídio" ora como "reclamação", bem como chama de "reclamante" e "reclamado" as partes das ações trabalhistas entre empregados e empregadores. Na prática, é comum que o termo "reclamatória" também sirva para denominar da ação trabalhista.
Contudo, é necessário observar que a origem do uso de "reclamação" no lugar de "ação" remonta à época em que Justiça do Trabalho fazia parte do Poder Executivo e não do Poder Judiciário. Por outro lado, o nome da ação depende da natureza do que se pede na petição inicial e não do nome que o autor lhe dá. Dessa forma, é tecnicamente mais adequado chamar o processo judicial de "ação trabalhista", cujo sentido é menos amplo que "reclamação trabalhista".
Segundo o art. 839 da CLT, os legitimados a ajuizar a ação trabalhista correspondiam aos sujeitos da relação de emprego (empregados e empregadores), sindicatos e Ministério Público do Trabalho. Contudo, a ampliação da competência da Justiça do Trabalho promovida pela Emenda Constitucional nº 45 permitiu que o mesmo direito fosse estendido aos demais sujeitos da relação de trabalho (trabalhadores autônomos, eventuais, voluntários e estagiários e seus respectivos tomadores de serviço) e à União.